# Jean-Pierre Guillaume Catteau-Calleville
Jean-Pierre Guillaume Catteau-Calleville (* 1759 in Angermünde; † 18. Mai 1819 in Paris) war ein deutsch-französischer Historiker und Geograf in französischen Diensten.

## Leben
Catteau-Callevilles Familie war 1685 nach dem Edikt von Fontainebleau nach Preußen gekommen und dort aufgrund des Edikts von Potsdam wie andere Hugenotten auch sesshaft geworden. Er selbst wurde 1783 französisch-reformierter Prediger in Stockholm. Er legte später seine Stelle dort nieder und lebte fortan als geografischer Autor bzw. Reiseschriftsteller in Paris. Bekannt wurde er durch seine umfassenden geografischen Beschreibungen des Ostseeraumes. Das 1813 während der Franzosenzeit von französischen Vermessern in Angriff genommene Projekt des verlängerten Nordkanals von Paris nach Lübeck war ein deutliches Zeichen, welche zukünftige Bedeutung dem Ostseeraum bereits zu Zeiten der Kontinentalsperre beigemessen wurde. Grundlegend hierzu war die bereits 1812 erschienene Studie von Catteau-Calleville über die Ostsee von Lübeck bis zum Hafen von Archangelsk. Den Überlegungen, die drei Hansestädte Bremen, Hamburg und Lübeck durch Zugabe von Sachsen-Lauenburg und dem Land Hadeln zu einem eigenen Hanseatischen Territorialstaat im Rheinbund zu verbinden, wurde aufgrund dieser übergeordneten Überlegung eine Absage erteilt. Daneben legte er Biografien von Renée de France und Kristina von Schweden vor.

## Schriften
- Vie de Renée de France duchesse de Ferrare. Berlin 1781.
- Bibliothéque Suède. Stockholm 1784.
- Tableau gén. de Suède. 2 Bände. Lausanne 1789.
- Tableau des états danois. 3 Bände. Paris 1802.
- Tableau de la mer Baltique. Considérée sous les rapports physiques, géographiques, historiques et commerciaux, avec une carte, et des notices détaillées sur le mouvement général du commerce, sur les ports les plus importans, sur les monnaies, poids et mesures. 2 Bände. Pillet, Paris 1812.
  - Gemälde der Ostsee in physischer, geographischer, historischer und merkantilischer Rücksicht. Aus dem Französischen übersetzt von Philipp Christian Weyland. Verlag des Landes-Industrie-Comptoirs, Weimar 1815.
- Historie des révolutions de Norwège, suivie du tableau de l’état actuel de ce pays, et de ses rapports avec la Suède. 2 Bände. Pillet, Paris 1818.
- Voyage en Allemande et en Suède. 2 Bände. Paris 1819.
- Histoire de Christine Reine de Suède. 2 Bände. Paris 1819.